# Franciszek Kubicki
Franciszek Zbigniew Kubicki (ur. 5 marca 1897 w Żywcu, zm. 6 czerwca 1967 w Krakowie) – podpułkownik piechoty Wojska Polskiego, działacz niepodległościowy, kawaler Orderu Virtuti Militari.

## Życiorys
Urodził się 5 marca 1897 w Żywcu, ówczesnym mieście powiatowym Królestwa Galicji i Lodomerii, w rodzinie Jana i Marii z Brydzińskich. Po zakończeniu I wojny światowej i odzyskaniu przez Polskę niepodległości został przyjęty do Wojska Polskiego. Został awansowany do stopnia kapitana piechoty ze starszeństwem z dniem 1 czerwca 1919. W 1922 roku został przeniesiony do 14 pułku piechoty we Włocławku na stanowisko adiutanta. Został awansowany do stopnia majora piechoty ze starszeństwem z dniem 15 sierpnia 1924. W 1924 był oficerem 12 pułku piechoty w Wadowicach. W kwietniu 1928 został przesunięty w 79 pułku piechoty w Słonimiu ze stanowiska dowódcy I batalionu na stanowisko kwatermistrza. 31 marca 1930 roku został przeniesiony do Korpusu Ochrony Pogranicza na stanowisko dowódcy batalionu. Powierzono mu dowodzenie 28 baonem odwodowym w Wołożynie, a w listopadzie 1931 roku dowództwo batalionu KOP „Niemenczyn”.
Został awansowany do stopnia podpułkownika piechoty ze starszeństwem z dniem 1 stycznia 1932 roku. W 1932 był oficerem piechoty Korpusu Ochrony Pogranicza. W czerwcu 1932 roku został przeniesiony z KOP do 75 pułku piechoty na stanowisko zastępcy dowódcy pułku. Od 23 listopada 1937 roku sprawował stanowisko dowódcy 43 pułku piechoty w Dubnie. 
Na czele 43 pułku piechoty walczył w kampanii wrześniowej 1939 roku, między innymi w walkach o podwarszawską Falenicę. Został wzięty przez Niemców do niewoli i był osadzony w Oflagu VII A Murnau, gdzie jako mąż zaufania obozu współpracował z Międzynarodowym Czerwonym Krzyżem.
Zmarł 6 czerwca 1967 w Krakowie. Pochowany na cmentarzu Rakowickim (kwatera XIV B-8-3a).
Był żonaty z Aleksandrą Zającówną (1903–1980), z którą miał córkę Aleksandrę Janinę (ur. 11 listopada 1923, zm. 15 września 2015), zamężną z Józefem Karzbon, i syna Zbigniewa Stanisława (ur. 11 listopada 1923).

## Ordery i odznaczenia
- Krzyż Srebrny Orderu Virtuti Militari nr 229[19]
- Krzyż Kawalerski Orderu Odrodzenia Polski – 11 listopada 1936 „za zasługi w służbie wojskowej”[20][21]
- Krzyż Walecznych dwukrotnie[22]
- Medal Niepodległości – 16 marca 1933 „za pracę w dziele odzyskania niepodległości”[23][24]
- Srebrny Krzyż Zasługi – 3 sierpnia 1928 „za zasługi na polu wyszkolenia wojska”[25]
- Krzyż na Śląskiej Wstędze Waleczności i Zasługi I stopnia[22]
- Medal Pamiątkowy za Wojnę 1918–1921[22]
- Medal Dziesięciolecia Odzyskanej Niepodległości[22]
- Odznaka za Rany i Kontuzje z trzema gwiazdkami[26]